# El Porvenir (Córdoba)
El Porvenir es un centro poblado del departamento colombiano de Córdoba, bajo jurisdicción del municipio de San Antero. Situado en el Golfo de Morrosquillo y ubicado en el lado occidental de Coveñas (Sucre) en el límite departamental que lo comunica por la Transversal del Caribe.
Tiene una de las mejores playas del departamento, entre las que se destaca Punta Bolívar, El Calao y El Porvenir, las cuales cuentan con servicio de hotelería.
En esta se encuentra la estación El Porvenir del Oleoducto Cusiana.